# 걸프 전쟁의 다국적 연합군
걸프 전쟁의 다국적 연합군은 걸프 전쟁에 참전한 반이라크 동맹군을 칭하며 주요 부대 파견 국가에는 미국, 영국, 프랑스, 사우디아라비아, 쿠웨이트 등이 있다. 이 외에도 세계 각 대륙에서 반이라크 동맹군을 파병하였고 대한민국 또한 다국적 연합군의 일원으로 야전의료병원과 간호부대를 파견했다. 다국적 연합군의 도움으로 걸프 전쟁에서 쿠웨이트가 해방될 수 있었으며 사담 후세인을 몰락시키는데 기여할 수 있었다. 르몽드 세계사와 같은 일부 문서에서는 반이라크 국제동맹군으로도 부르지만, 이라크 전쟁 당시의 연합군과 혼동을 할 수 있으므로 이 문서에서는 그 명칭을 피한다.

## 병력 수로 본 연합군

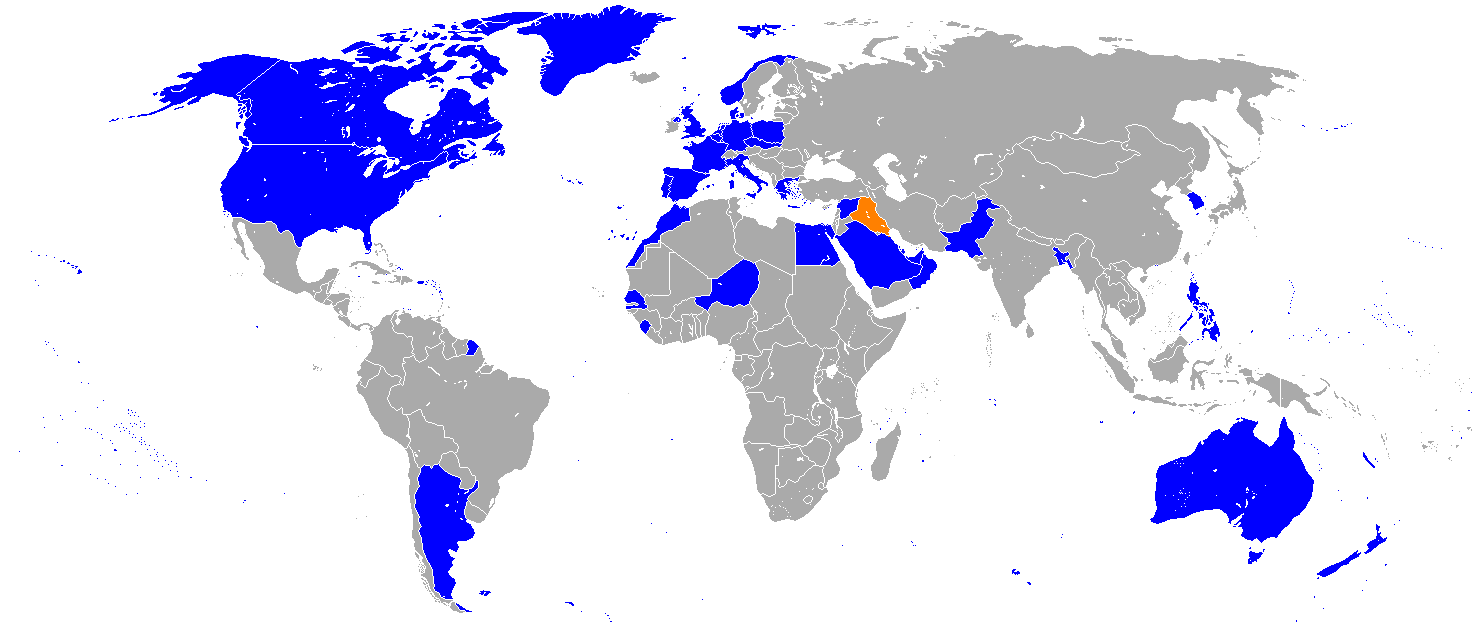
걸프 전쟁 당시 이라크에 맞서 다국적 연합군을 파병한 국가들을 지도에 나타내었다.

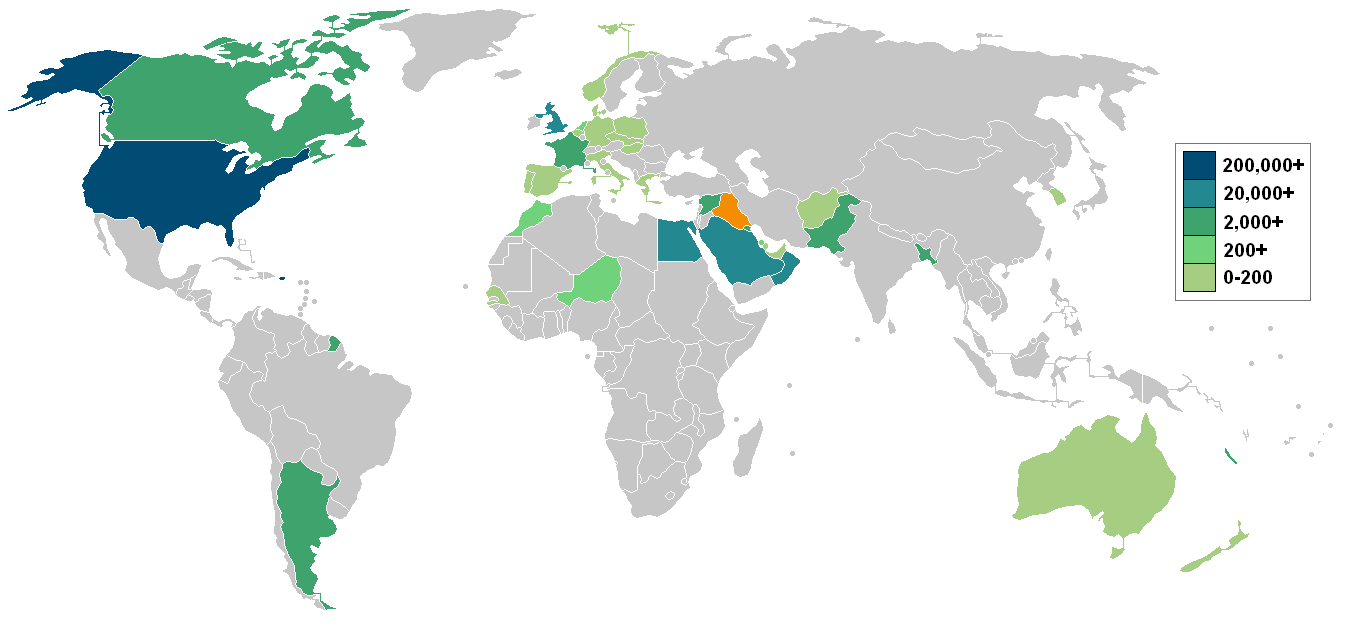
걸프 전쟁 당시 어느 국가에서 얼마나 많이 다국적 연합군을 파병했는 지를 보여주는 지도로 미국이 가장 많음을 알 수 있다.

| 국가           | 인원 수 (명)              | 비고                                                  |
| -------------- | ------------------------- | ----------------------------------------------------- |
| 미국           | 697,000                   | 가장 많이 파견한 국가                                 |
| 사우디아라비아 | 60,000 - 100,000          |                                                       |
| 영국           | 53,462                    |                                                       |
| 이집트         | 20,000                    |                                                       |
| 프랑스         | 18,000                    |                                                       |
| 시리아         | 14,500                    |                                                       |
| 모로코         | 13,000                    | 보안 병력                                             |
| 쿠웨이트       | 9,900                     |                                                       |
| 오만           | 6,300                     |                                                       |
| 파키스탄       | 4,900 - 5,500             | 예비대                                                |
| 캐나다         | 4,600                     |                                                       |
| 아랍에미리트   | 4,300                     |                                                       |
| 카타르         | 2,600                     |                                                       |
| 방글라데시     | 2,200                     | 야전 치료 부대를 포함한 보안 병력                     |
| 이탈리아       | 1,200                     | 파나비어 토네이도 공격 부대 파견                      |
| 오스트레일리아 | 700                       |                                                       |
| 네덜란드       | 700                       | 해군 및 공군, 지대공 미사일을 터키 및 이스라엘에 지급 |
| 니제르         | 600                       | 순찰대                                                |
| 스웨덴         | 525                       | 야전 병원                                             |
| 아르헨티나     | 500                       | 해군 및 공군                                          |
| 세네갈         | 500                       | 기초 보호군                                           |
| 스페인         | 500 (육상) / 3,000 (해안) | 공병 파견                                             |
| 바레인         | 400                       | 기초 보호군 파병                                      |
| 벨기에         | 400                       | 기초 공병 파병                                        |
| 폴란드         | 319                       | 해군 및 의료 지원                                     |
| 대한민국       | 314                       | 의료&수송 부대                                        |
| 체코슬로바키아 | 200                       |                                                       |
| 그리스         | 200                       | 조종사 파견                                           |
| 덴마크         | 100                       |                                                       |
| 뉴질랜드       | 100                       |                                                       |
| 헝가리         | 50                        | 록히드 C-130 허큘리스 2대                             |
| 노르웨이       | 50                        | 의료 및 해군 지원                                     |

## 다국적 연합군의 지휘부

### 육군 중앙사령부
- 미국
- 사우디아라비아
- 영국

### 해병대 중앙 사령부
- 미국

### 통합군 동부 사령부
- 이집트
- 사우디아라비아
- 시리아
- 쿠웨이트
- 아랍에미리트
- 바레인
- 폴란드
- 카타르
- 체코슬로바키아
- 모로코
- 오만

### 통합군 북부 사령부
- 미국
- 영국
- 프랑스
- 캐나다
- 이탈리아
- 오스트레일리아
- 튀르키예
- 중국
- 일본

## 연합군의 지휘관

### 아시아
방글라데시
- 주바이르 시디퀴

 튀르키예
- 미카일 사그람
- 오그주한 메틴

 사우디아라비아
- 칼리드 빈 술탄
- 살레 알무하야
- 술탄 알무타이리

 시리아
- 무스타파 틀라스

### 유럽
영국
- 패트릭 하인
- 미카일 그레이든
- 피터 드 라 빌리에르
- 존 채플

 체코슬로바키아
- 얀 발로

 프랑스
- 미셸 로크주프레

### 기타
미국
- 노먼 슈워츠코프
- 콜린 파월
- 칼빈 월러
- 찰스 호너
- 월트 부머
- 스탠 아서
- 프레드릭 프랭크스
- 버스터 그로슨

 이집트
- 무함마드 후사인 탄타위
- 사미 에나니

## 다국적 연합군의 무기

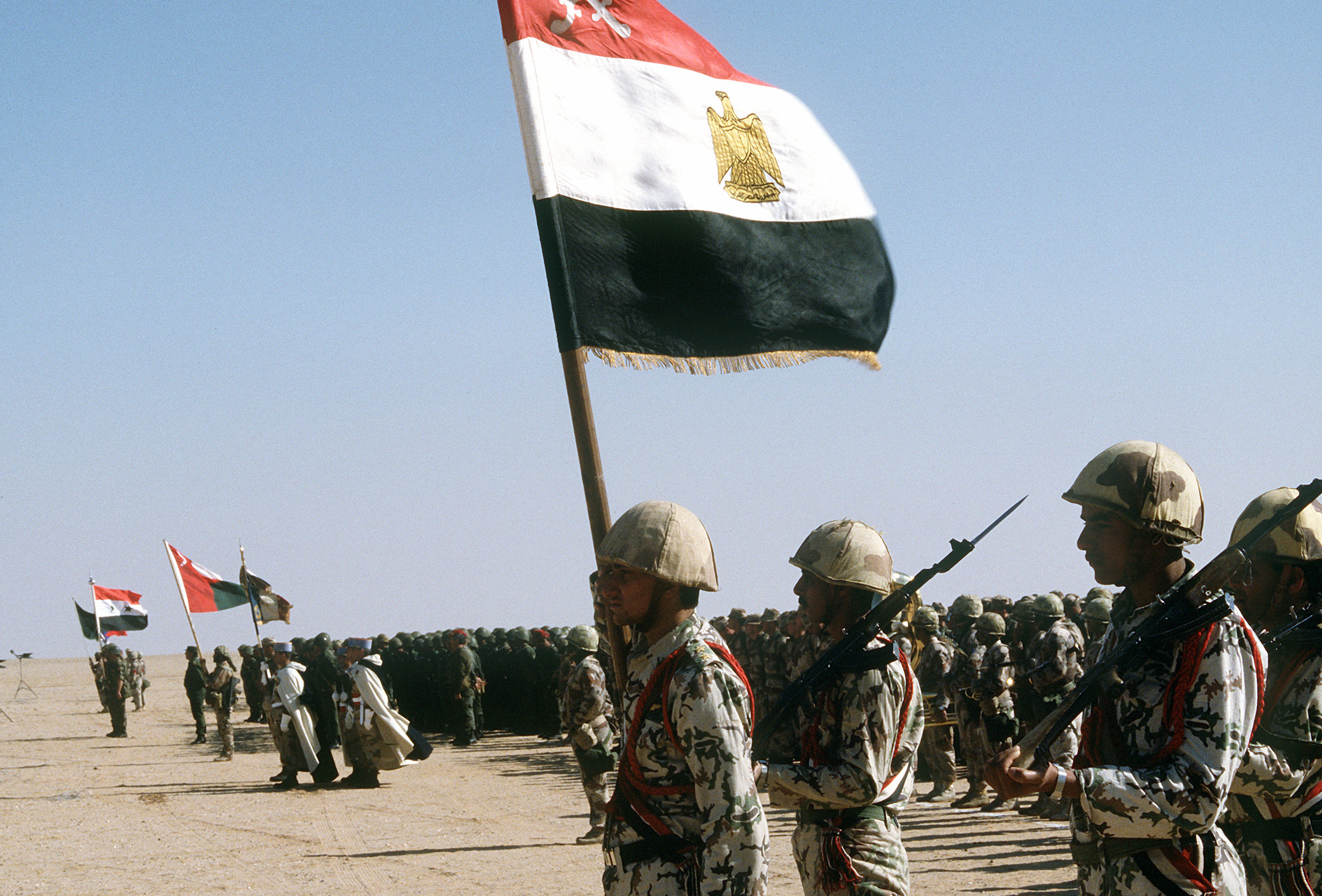
오만, 이집트, 쿠웨이트, 시리아 연합군. 이들은 사막의 폭풍 작전 때 사우디아라비아에서 공세를 시작했다. 아랍 연맹 회원국 중 수단이나 팔레스타인, 요르단, 예멘은 이 전쟁에 참전하지 않거나 이라크 편을 들었다. 걸프 협력 회의의 모든 국가가 다국적 연합군에 참전했음에도 불구하고 이들은 쿠웨이트 침공 때부터 발동되지 않았다.

### 미국

#### 전차
- M1 에이브람스
- M60 패튼
- M551 셰리든

#### 장갑차
- M2/M3 브래들리
- AAVP7A1 램
- LAV-25
- LAV-AT
- M113 장갑차

#### 자주포
- M109 자주포
- M110 자주포
- M270 MLRS

#### 대공포

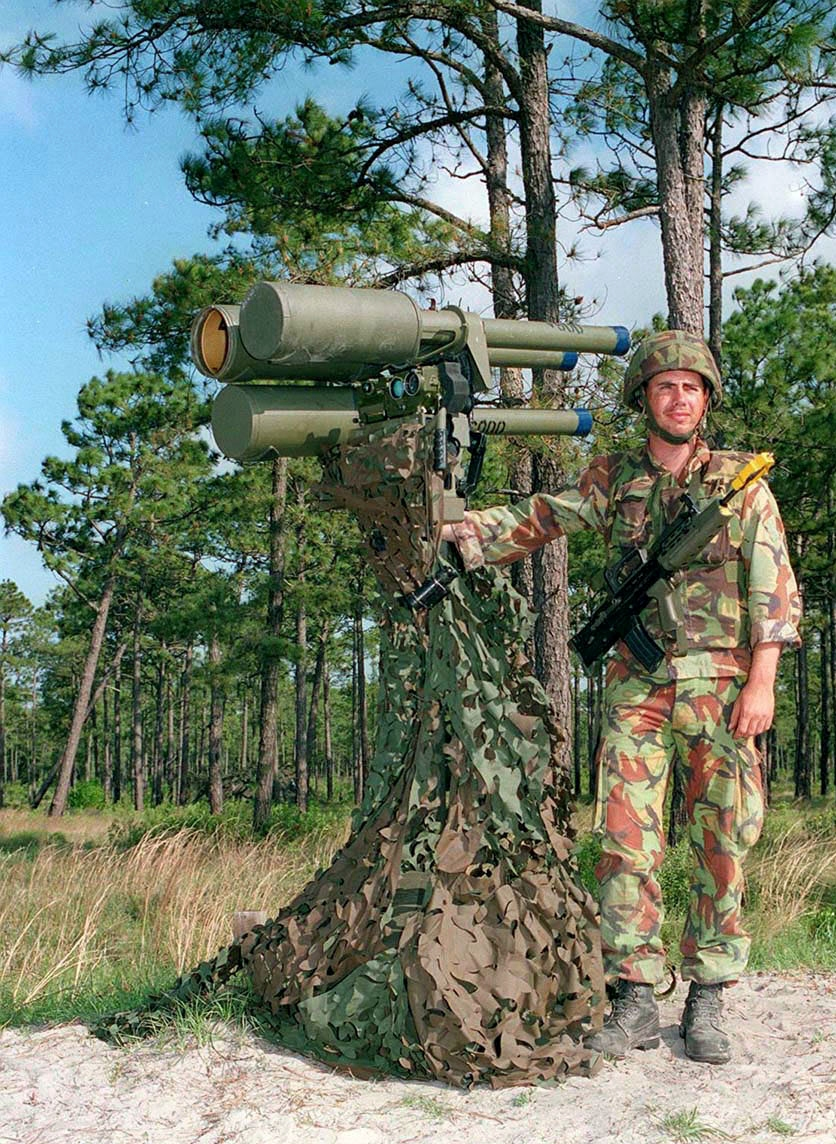
재블린 지대공 미사일 앞에서 포즈를 취한 영국군. 걸프 전쟁 때 이 미사일은 이라크 전투기를 격추시킬 때 지대한 활약을 했다.

- M163 VADS
- MIM-72 샤퍼럴
- AN/TWQ-1 어벤져스
- MIM-23 호크
- MIM-104 패트리어트

#### 박격포&대포
- M102 호이쳐
- M198 호이쳐
- M58 MICLIC
- M224 박격포
- M252 박격포
- M30 박격포

#### 공병용 장갑차
- M728 전투 공병 장갑차
- M9 ACE
- M60 AVLM
- M88 발굴 차량
- M60 AVLM
- 화산 탐지기

#### 지휘 차량
- M981 FISTV

#### 기타 장갑차
- 험비
- M151 MUTT
- 사막 이동 차량
- 가와사키 KLR250
- M992 이동식 자주포

#### 헬리콥터

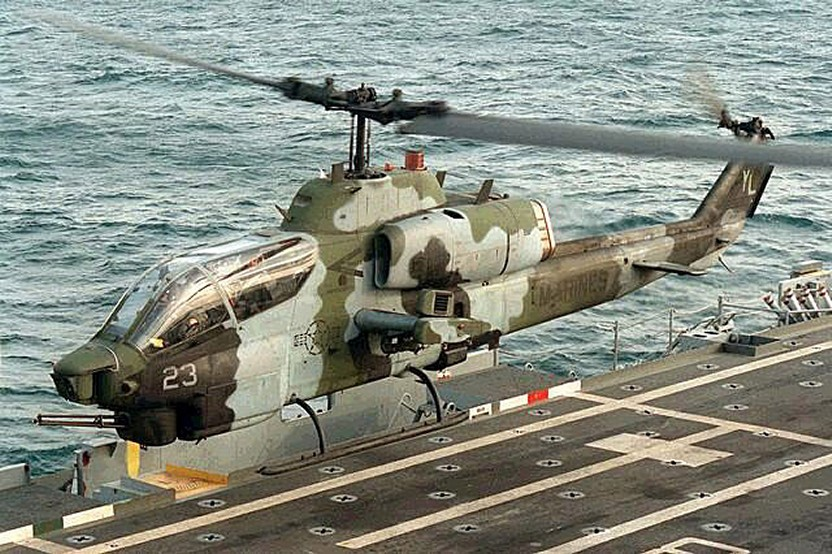
1967년도부터 생산된 AH-1 코브라는 걸프 전쟁뿐만 아니라 베트남 전쟁 등에서도 활약했다.

- 시코르스키 CH-124 시킹
- AH-1 코브라
- AH-64 아파치
- CH-46 시나이트
- CH-47 치누크
- 시코르스키 CH-53 시 스탤리온
- 시코르스키 CH-53E 슈퍼 스탤리온
- UH-1 이로쿼이
- MH-53 페이브로
- 벨 OH-58 카이오와
- SH-3 시 킹
- SH-60 시호크
- UH-60 블랙 호크

#### 전투기

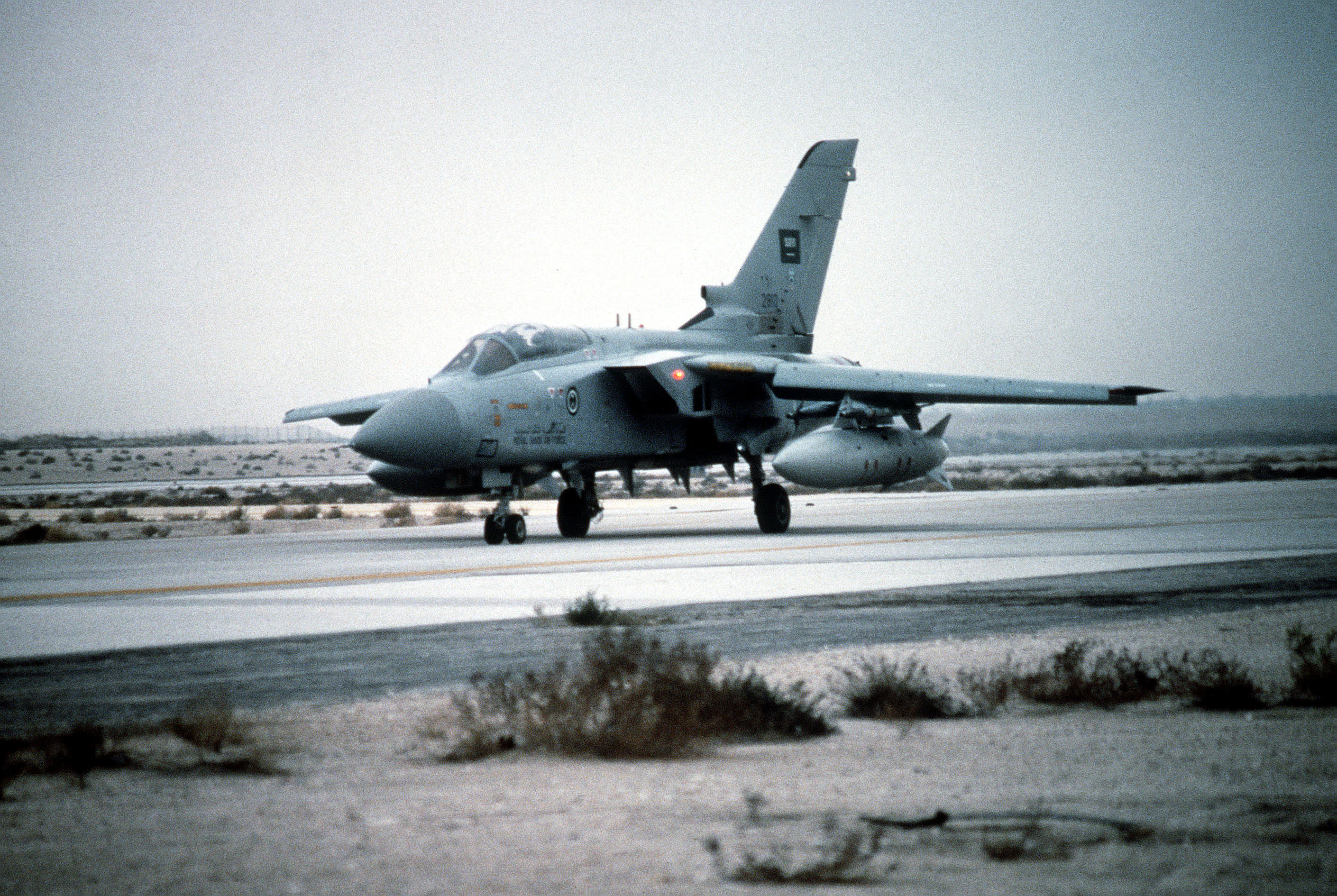
1991년 2월, 사우디아라비아 왕립 공군의 일원으로 사막의 폭풍 작전에서 참여한 토네이도 F3 전투기.

- 그러먼 A-6 인트루더
- A-7 콜세어 II
- AV-8B 해리어 II
- A-10 선더볼트 II
- 록히드 AC-130
- 보잉 B-52 스트래트포트리스
- C-2 그레이하운드
- 록히드 C-5 갤럭시
- 맥도넬더글러스 DC-9
- 록히드 C-130 허큘리스
- E-2 호크아이
- E-3 센트리
- 더글러스 A3D 스카이워리어
- 록히드 EP-3
- E-8 조인트스타스
- 맥도넬 더글러스 F-4 팬텀
- 제너럴 다이내믹스 F-111 아드바크
- 그러먼 F-14 톰캣
- 맥도넬더글러스 F-15 이글
- 맥도넬 더글러스 F-15E 스트라이크 이글
- 제너럴 다이내믹스 F-16 파이팅 팰콘
- 맥도넬더글러스 F/A-18 호넷
- F-117 나이트호크
- 록히드 HC-130
- KC-10 익스텐더
- 보잉 KC-135 스트래토탱커
- OV-10 브롱코
- P-3 오라이온
- S-3 바이킹
- 록히드 U-2 드래곤 레이디

### FRA

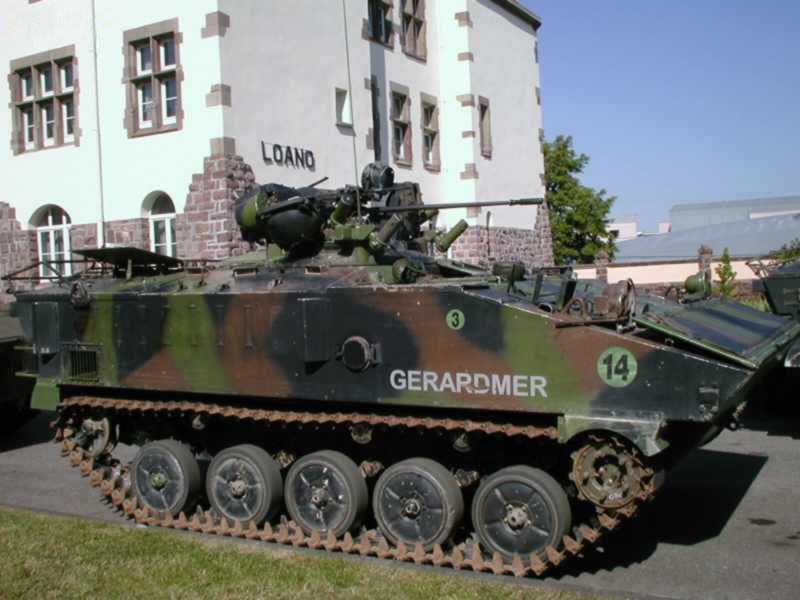
프랑스제 전차인 AMX10은 걸프 전쟁 때 장갑보병차로 유용하게 쓰였다.

#### 항공 모함
- 미드웨이급 항공모함
- 포레스탈급 항공모함
- 키티호크급 항공모함
- 니미츠급 항공모함

#### 전함 & 잠수함

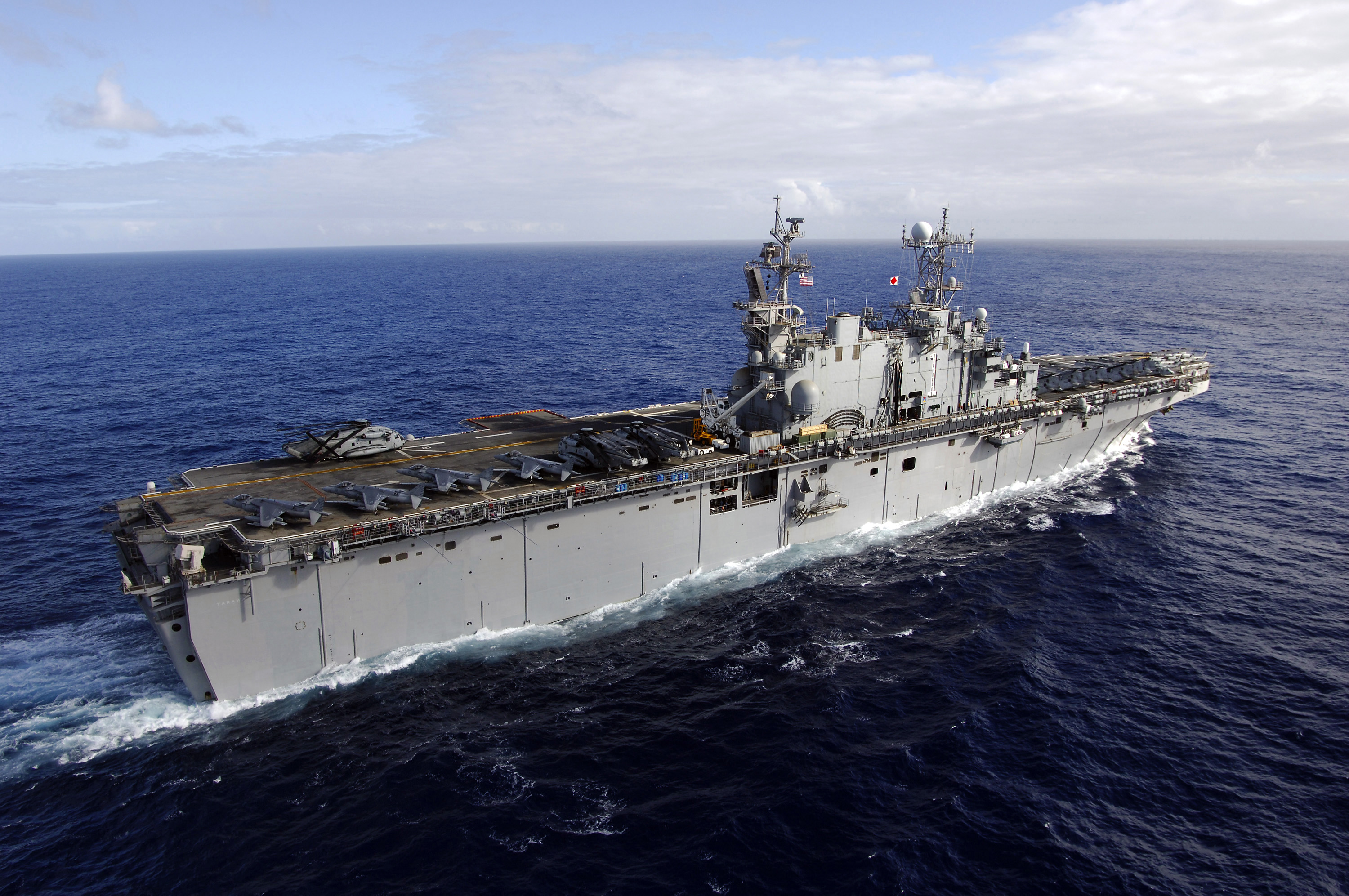
걸프 전쟁을 비롯한 테러와의 전쟁에 참여한 USS 타라와 (LHA-1)는 강습상륙함으로 쓰였다.

- USS 미주리 (BB-63)
- USS 위스콘신 (BB-64)
- 로스앤젤레스급 잠수함
  - USS 타라와 (LHA-1)
  - USS 나사우
- 이오지마급 잠수함
  - USS 이오지마
  - USS 과달카날
  - USS 괌
  - USS 트리폴리
  - USS 뉴올리언스

#### 상륙정
- 뉴포트급 상륙 전함
- 위드비 아일랜드급 상륙 전함
- LCAC
- 상륙용 주정 장비

기타

### 영국

#### 전차
- 챌린저 1
- 센츄리온 AVRE

#### 장갑차
- FV101 스콜피온
- FV102 스트라이커
- FV103 스파르탄
- FV104 사마리탄
- FV106 샘슨
- FV107 시미터
- FV432

#### 대공포
- 래피어 미사일
- 재블린 지대공 미사일

#### 자주포 & 박격포
- L118 자주포
- L16 81mm 박격포

#### 지휘차량
- FV105 술탄

#### 기타 전투차량
- FV4201 치프틴
- FV180 CET
- FV434
- FV512
- FV513
- 랜드로버 디펜더
- 유니모그
- 앨비스 스탈와트
- 폭스바겐 일티스

#### 전투기
- 슈퍼링크스
- RAF 치누크
- 웨스트랜드 시 킹
- 아에로스파시알 SA 330 퓌마
- 파나비어 토네이도
- 재규어 전투기
- 호커 시들리 님로드
- 브리튼-노르만 아일랜더
- 핸들리 페이지 빅토르
- 록히드 트리스타
- 비커스 VC10

#### 전함
- 호위함
  - HMS 주피터 (F60)
  - HMS 배틀액스 (F89)
  - HMS 브레이즌 (F91)
  - HMS 런던 (F95)
- 구축함
  - HMS 요크 (D98)
  - HMS 글로스터 (D96)
  - HMS 엑세터 (D89)
  - HMS 맨체스터 (D95)
  - HMS 카디프 (D108)
- 잠수함
  - HMS 오퍼섬 (S19)
- 유조선 호위함
  - RFA 오렌지리프 (A110)
  - RFA 올나 (A123)

### 사우디아라비아

#### 전차
- AMX-30
- M60 패튼

#### 장갑차
- AMX-10P
- 팬하드 AML
- EE-11 우루투
- 팬하드 M3

#### 자동 화기
- 아스트로 II MLRS

#### 대공포
- 보포스 40mm 포
- 오리콘 GDF

#### 헬리콥터
- 벨 206
- 유로콥터 AS365 돌핀
- 유로콥터 AS332

#### 전투기
- 노스럽 F-5 프리덤 파이터
- 록히드 KC-130H

### 쿠웨이트

#### 전차
- M-84
- BMP-1

#### 장갑차
- BMP-2
- M113A1
- ERC 90 사게이

#### 항공기
- 다소 미라주 F1
- 맥도넬 더글러스 A-4KU 스카이호크

### 프랑스

#### 전차
- AMX-30B2
- AMX-30B

#### 장갑차
- GIAT AMX-10RC
- ERC-90 사게이
- AMX-10P
- GIAT VAB

#### 기타 차량

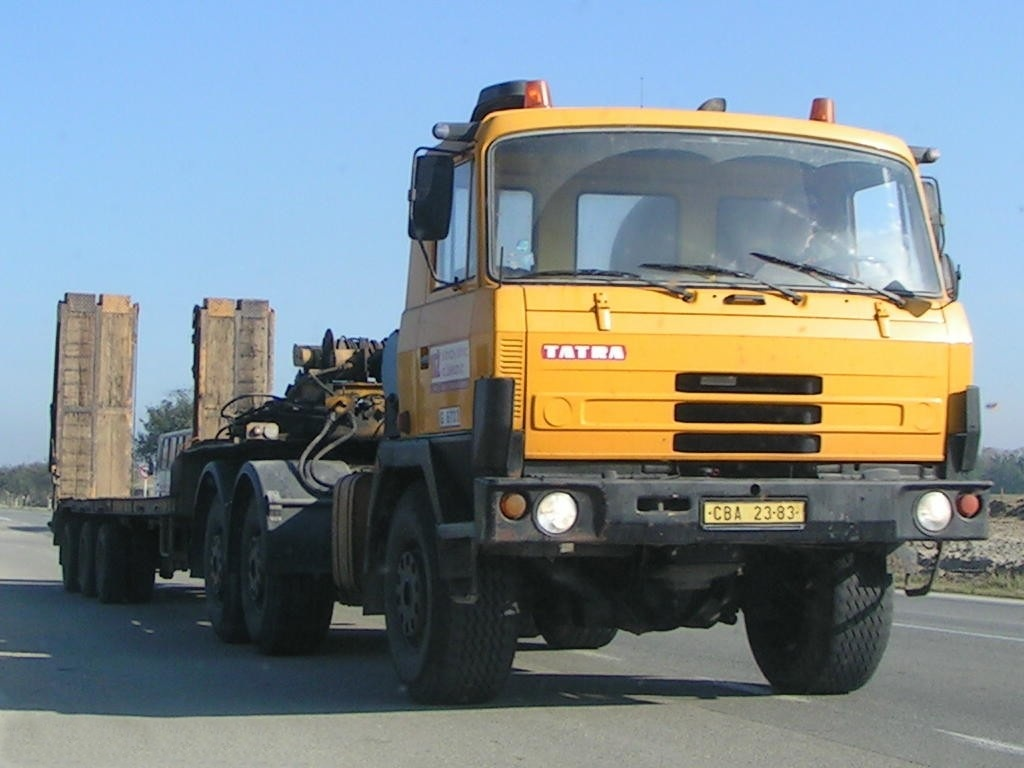
타트라 815는 체코슬로바키아를 비롯한 동구권에서 사용한 트럭으로, 걸프 전쟁 때도 사용되었다.

- 푸조 P4
- GIAT VAB 종류
- VLRA

#### 박격포 & 자주포
- TR-FQ 155mm 견인 자주포
- MO-81-61C 81mm 박격포
- MO-120-RT-61 120mm 박격포

#### 대공포
- GIAT 20 mm 53T2 견인 AAA
- 미스트랄 미사일

#### 전투기
- 다소 미라주 2000
- 쉬페르 에탕다르

#### 헬리콥터
- 에어로스페이셜 SA 321 슈퍼 프렐롱

#### 항공모함
- 프랑스제 항공모함 클레멘소 (R98)

### 카타르

#### 전차
- AMX-30S

### 이탈리아

#### 전투기
- 파나비어 토네이도 IDS

#### 전함
- 구축함 1척
- 호위함 3척
- 보충선 1척

### 폴란드

#### 병원선
- ORP 우드니크

#### 해난구조선
- ORP 피아스트

### 체코슬로바키아

#### 기타 차량
- 타트라 815
- UAZ-469
- ARS-12M
- POP

### 캐나다

#### 전함
- HMCS 테라노바 (DDE 259)
- HMCS 애서배스칸 (DDE 282)

#### 기타 함선
- HMCS 포텍터 (AOR 509)

#### 전투기
- 맥도넬 더글러스 CF-18 호넷

#### 기타 항공기

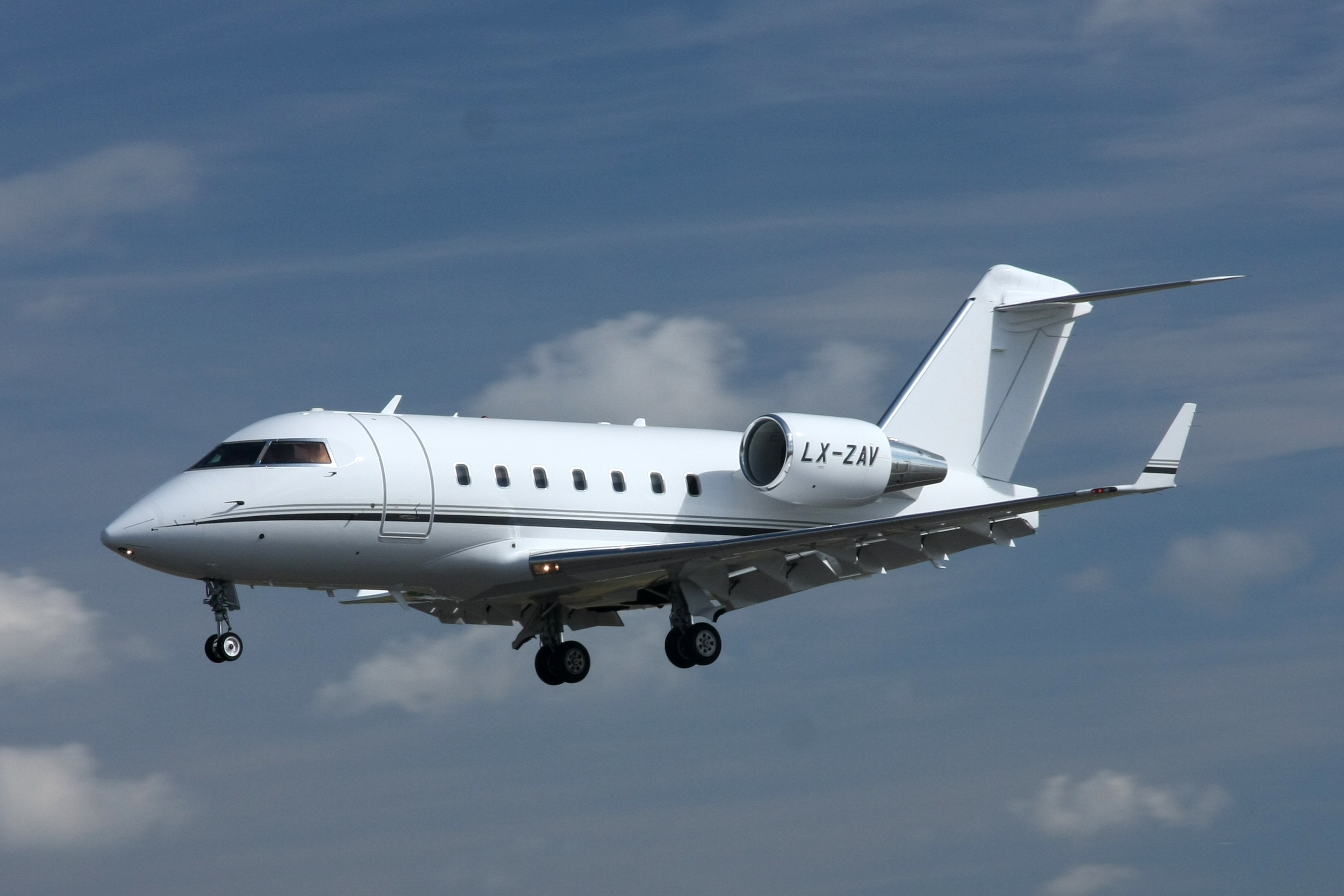
캐나다의 회사 봄바디어가 직접 생산한 봄바디어 챌린저 600은 걸프 전쟁 때부터 사용되었다.

- 보잉 CC-137
- 봄바디어 챌린저 600

### 아르헨티나

#### 전함
- ARA 알미란테 (D-10)
- ARA 스피로 (P-43)
- ARA 로잘레스 (P-42)
- ARA 바이아 산블라스 (B-4)

## 다국적 연합국 참여국 목록

### 전투 부대 국가
- 미국
- 영국
- 프랑스
- 사우디아라비아
- 쿠웨이트
- 오만
- 이집트
- 카타르
- 아랍에미리트
- 시리아
- 캐나다
- 모로코
- 이탈리아
- 바레인
- 방글라데시
- 파키스탄
- 아르헨티나

### 비전투부대 국가
- 오스트레일리아
- 네덜란드
- 뉴질랜드
- 필리핀
- 아프가니스탄
- 벨기에
- 바레인
- 중화인민공화국
- 체코슬로바키아
- 덴마크
- 독일
- 그리스
- 헝가리
- 일본
- 니제르
- 노르웨이
- 폴란드
- 포르투갈
- 대한민국
- 세네갈
- 튀르키예
- 시에라리온
- 루마니아

### 다국적 연합국 지원국/지원 기구
- 이스라엘
- 국제 연합
- 쿠르드 자치구
- 아랍 연맹
- 소비에트 연방

## 같이 보기
- 이라크 전쟁의 다국적 연합군
- CJTF-OIR
- 국제 안보 지원군